# Llengües mura
Les llengües mura són una família de llengües ameríndies que s'ha extingit gairebé completament; actualment només en sobreviu el piraha. La resta d'idiomes va ser suplantada pel portuguès.
És la família amb el sistema fonètic més simple que existeix, no arriba a la vintena de sons en cada idioma.